# Шахідул Алам Сохель
Мохамед Шахідул Алам (бенг. শহিদুল আলম সোহেল, нар. 1 травня 1992, Читтагонг), відоміший під прізвиськом Сохель — бангладеський футболіст, який грає на позиції воротаря у клубі «Абахані» (Дакка) та національній збірній Бангладеш.

## Клубна кар'єра
Шахідул Алам розпочав виступи на футбольних полях у 2007 році у складі клубу «Бадда Джагорані Сангсад». У 2008 році футболіст перейшов до складу клубу «Абахані» (Дакка), у складі якого кілька разів ставав чемпіоном Бангладеш та володарем Кубка Бангладеш. У 2015 році Шахідул Алам став гравцем клубу «Шейх Руссель», проте наступного року повернувся до складу «Абахані», в якому ще кілька разів ставав чемпіоном країни та володарем кубку.

## Виступи за збірну
У 2009 році Шахідул Алам залучався до юнацької збірної Бангладеш. З 2011 футболіст грає у складі національної збірної Бангладеш, у складі національної збірної на початок 2024 року зіграв 26 матчів. У 2012 році футболіст залучався до складу молодіжної збірної Бангладеш. У складі посиленої молодіжної збірної у 2014 році футболіст брав участь у футбольному турнірі Азійських ігор.